# Formica fossilabris
Formica fossilabris är en myrart som beskrevs av Gennady M. Dlussky 1965. Formica fossilabris ingår i släktet Formica och familjen myror. Inga underarter finns listade i Catalogue of Life.